# Друкований аркуш
Друко́ваний а́ркуш — одиниця вимірювання натурального обсягу видання, що дорівнює друкованому відбитку на одній стороні паперового аркуша, що сприймає фарбу з друкарської форми, стандартного формату.

## Різновиди
Розрізняють фізичний і умовний друковані аркуші.
Фізичний друкований аркуш дорівнює половині паперового аркуша при стандартних форматах (у см) 60×84, 60×92, 70×92, 70×108, 84×108 та близьких до них. При друкуванні з одного боку паперовий аркуш містить один фізичний друкований аркуш. При друкуванні з двох боків паперовий аркуш містить два фізичні друковані аркуші.
Умовний друкований аркуш (або умовно-друкований аркуш) — умовна одиниця обсягу видання, що дорівнює друкованому аркушу форматом 60×90 см та призначена для розрахунку й порівняння друкованого обсягу видань різних форматів.

## Перевідний коефіцієнт
Вираження фізичних друкованих аркушів в умовних друкованих аркушах і навпаки здійснюється з допомогою коефіцієнтів переведення (Кпр), які визначають як відношення площі паперового аркуша даного формату (Па) до площі умовного друкованого аркуша Пу.а (Пу.а = 60×90 = 5400 см²) за формулою:
Кпр = Па / Пу.а.
або
Кпр = Довжина × Ширина фізичного друкованого аркуша / 60×90.

## Значення перевідного коефіцієнта
Коефіцієнти переведення фізичних друкованих аркушів різних стандартних форматів в умовні друковані аркуші наведено в таблиці:

- при форматі аркуша 60×84 см — коефіцієнт 0,93;
- 60×90 — 1,00;
- 70×90 — 1,17;
- 75×90 — 1,25;
- 70×100 — 1,30;
- 70×108 — 1,40;
- 84×108 — 1,68.

## Приклад перерахунку
Якщо формат аркуша 60×84 см, а обсяг у фізичних друкованих аркушах дорівнює 5, то обсяг в умовних друкованих аркушах дорівнює 5×0,93 = 4,65. Результат округлюється до сотих.